# Хлеб у средњовековној Србији
Од давнина су Срби знали да мељу жито и да умешано тесто кувају и пеку. По византијском цару Маврикију, то је била главна храна код Словена који су се доселили на Балкан, на византијску територију. Међу великим бројем намирница биљног прекла у средњем веку, најважнија је била хлеб. Претпоставља се да је хлеб морао бити познат Србима врло рано, најпре у његовом најстаријем облику, без квасца, печен у пепелу или на врелом камену. Уобичајено је било да су га домаћинства у средњем веку пекла само на огњишту, али је могао бити печен и у нарочитим пећима.

## Житарице
Хлеб се добијао се од житарица које су се гајиле у средњем веку, а то су: 
- пшеница
- јечам
- просо
- раж
- овас (зоб)
- спелта
- сирак

Није се знало за кукуруз, који ће касније бити донет из Америке, па самим тим ни за проју. Жито се чувало у:
- исплетеним кошевима
- дрвеним сандуцима
- врећама
- у земљи и озиданим јамама (житне јаме се помињу и у Грачаничкој повељи краља Милутина).

При сетви често се врши мешање житарица, као:
- „сумјешица“ (пшеница и јечам)
- „суражица“ (пшеница и раж)

Житом се много трговало. У средњовековној Србији његов је извоз био слободан, па су га пеносили и дубровачки трговци за потребе свог града, као и за даљу продају. Жито се није смело извозити из приморских градова .

## Хлеб
Од брашна се месио хлеб, а најбољи је био пшенични. Онај од „сумјешице“ и „суражице“ је такође сматран добром храном, код сиромашнијих. Јечмени је био скромна храна. Хлеб од оваса је ваљао у невољи (овас је иначе коришћен у исхрани коња ). Сирак је са крупнијим зрном, а хлеб од њега: црн, сабијен и неукусан. 
Хлеб се мијесио као: 
- погача („focacia“) је била првобитна хлебна храна, много старија од хлеба, јер није квасована (мада свако тесто када два дана стоји и без квасца „ускисне“) и
- хлеб са квасцом , од тзв. киелог теста („кисели хлеб“ наводи цар Душан у оснивачкој повељи манастиру Св. Арханђела, у Призрену )

## Каша , двопек и пита
Од житарица се (кувањем у води или млеку) могла добити каша , цењена у сеоцким домаћинствима и по манастирима. Од проса се само правила каша (farinata). Двопек („biscottus“) нарочито користе поморци, на путовањима, због дуготрајности. Јела се и пита од растегнутог теста, испуњеног сиром или месом, као виши облик кулинарске вештине. У једној царској повељи манастиру помиње се име „Пожрипита“ (Питождер).

## Огњиште, пећ и пекари
Хлеб је печен на огњишту или у пећи. Прије стављања на огњиште, односно у врели пепео, увијао се у лишће, а чешће стављао између црепова. Тесто се стављало у доњу, загрејану црепуљу, која стоји на врућем огњишту, па се преко теста разастирало лишће, а по лишћу посипао жар, помешан са пепелом. Могла се користити још једна црепуља „поклапача“ , којом се покривао хлеб стављен у доњој црепуљи. Са развојем средњовјековних градова, појављивале су се и професионалне пекаре , а тим послом су се бавиле и жене (у Новом брду је радила „Јасина пекарица“). Лош хлеб рудари нијесу били дужни платити пекарима (по Закону о рудницима , деспота Стефана , из 1412. године) а исто се односило по питању: сира, воћа, сочива и рибе. Истим законом је забрањен прекуп хлеба и брашна , као и то да удате жене продају хлеб, со или воће (осим „сиротих“: удовица). У средњовјековном Котору у Статуту се помиње пекарка („clibanaria“) која мора исправно правити хлеб, а цена печења је била тачно одређена. У Будви , ниједна пекара за награду не може узети више од 4 хлеба (од сваке пећи добро печеног хлеба). На рад пекара су биле дозвољене жалбе.

## Млевење жита
Млевење жита су обављали са :
- ручним жрвњевима или у
- воденицама и
- млиновима

### Ручни жрвњеви
Људи су сами мигли да мељу жито у свом домаћинству, помоћу малих ручних жрвњева.

### Воденице и млинови
Воденице за млевење жита је покретала водена снага, а млинове је могла покретати снага људи или стоке. У неким изворима „млинови“ су помињани на рекама и очигледно да се у тим случајевима радило о воденицама. Били су у приватном власништву: краљева, државних достојанственика, велможа, властелина, властеличића, градова, манастира, али и обичног света. Постојали су и ортачки млинови (више власника). Црква је добијала воденице и млинове од владара, заједно са селима и људима. (што се помиње у многим повељама). Краљеви су поклањали и „половину воденице“. Неке манастирске млинове били су дужни оправљати (и сећи за њих жрвњеве) остали власници млинова. Которани и Дубровчани су по Србији , поред кућа, рударских окана и других некеретнина, били власници воденица и млинова. Није познат ни приближно тачан број воденица (млинова) у средњовековној Србији. Тек у касном средњем вијеку (1455) имамо по турским пописима (на сваки жрвањ се плаћао порез) ближе податке за област Бранковића: на 14.486 кућа, долазило је 388 млинова (на 37 домова по један) а у Браничеву на 47 домова по један. Косово , као најкултивисанија и најгушће насељена област српске срдњовековне државе, имало је далеко највиши број млинова.

### Млинови у Приморју
Преко сачуваних аката градских управа, имамо више података о производњи брашна у Приморју. У Бару, Будви, Котору, Улцињу, као и на реци Бојани постојали су општински и приватни млинови. Спроводила се лицитација (понуде најбољих услова) за подизање нових млинова о свом трошку. Градитељ млина би га користио, убирајући приходе двије године , а затим млин предавао општини (која би га даље издавала под закуп). Котор је прописима уредио млевење жита (редослед, [[]]
ујам и др.) а у Грбљу су, примјера ради, имали два млина (1405.. године су одлучили да подигну још четири). У Старом Граду (Будви) помињу се „млинар или млинарка“ и ниједан млинар 
није могао имати новчану награду (осим у недјељу). Ујам су на једнако делили власник млина и млинар , који је био обавезан ноћити у млину.

## Трговина брашном
Самлевеним брашном се много трговало. Попут жита, ни брашно се у средњем виеку није било дозвољено извозити из Котора, Бара, Улциња и Будве, а живот у овим градовима (српски владари су им признавали одређену аутономију) до танчина се регулисао градским статутима. На тај начин градске власти водиле су сталну бригу о снадбевености места.